# Papy Kiembe
Papy Kipunka Kiembe (... – Kinshasa, 31 maggio 2022) è stato un cestista e allenatore di pallacanestro della Repubblica Democratica del Congo.

## Carriera
Ha guidato la RD del Congo ai Campionati africani del 2017.
Ha inoltre guidato la nazionale femminile ai Campionati africani del 2019.